# Maira indiana
Maira indiana är en tvåvingeart som beskrevs av Joseph och Parui 1987. Maira indiana ingår i släktet Maira och familjen rovflugor. Inga underarter finns listade i Catalogue of Life.